# 상주 쾌재정
상주 쾌재정(尙州 快哉亭)은 대한민국 경상북도 상주시 이안면 가장리에 있는 조선시대의 정자이다. 2011년 1월 3일 경상북도의 문화재자료 제581호로 지정되었다.

## 개요
쾌재정은 상주군 이안면 가장리에 있는 정자이다. 조선초기의 문신이며 문장가, 중종반정공신으로 인천군(仁川君)에 책봉되었던 나재(懶齋) 채수(蔡壽,1449～1515)가 중종반정 이후 이조참판직에서 물러나 낙향하여 지은 정자이다.
그가 쾌재정에서 지은 최초의 한글소설 〈설공찬전〉은 당시 훈구대신과 신진사류의 갈등이 본격화되는 정치적 상황에서 저승을 다녀온 주인공 설공찬이 당시의 정치적 인물에 대한 염라대왕의 평을 소설화한 작품이다. 〈홍길동전〉보다 100년 앞선 최초의 한글소설 〈설공찬전〉의 산실인 쾌재정은 채수의 삶과 학문이 녹아있는 정자이다.
18세기 후반에 지어진 산정형(山頂形) 정자로서 쾌재정이 보여주는 익공형식과 화반장식, 처마 앙곡 등의 수법은 건축적 가치가 있는 것으로 평가되며, 최초의 한글소설인〈설공찬전〉이 이곳에서 지어졌다는 역사성을 인정하여 문화재자료로 지정한다.

## 참고 자료
- 상주 쾌재정 - 국가유산청 국가유산포털